# Rot Weiss Ahlen
Rot Weiss Ahlen ist ein Fußball- und Sportverein aus Ahlen. Die erste Herrenmannschaft spielt seit der Saison 2024/25 in der Oberliga Westfalen. Nach dem ersten Abstieg in der Saison 2005/06 – damals noch als LR Ahlen – aus der 2. Bundesliga und dem Rückzug des Hauptsponsors erfolgte zum 1. Juni 2006 die Umbenennung in Rot Weiss Ahlen.

## Geschichte

### Die Anfänge
1911 wurde auf der Ahlener Zeche Westfalen erstmals Kohle gefördert – für den Eigenverbrauch; die erste für den Versand bestimmte Kohle verließ den Zechenbahnhof im Jahr 1913. Bald darauf gründeten sich im Ostenstadtteil die ersten Sportvereine, deren Mitglieder aus der Zechenbelegschaft kamen. In der Freizeit, vornehmlich am Wochenende, waren Fußballspiele ein Anziehungspunkt und boten Ablenkung vom harten Arbeitsalltag der Bergleute.
Im Zuge des Zweiten Weltkriegs bildeten die führenden Ahlener Fußballvereine eine Kriegsspielgemeinschaft (KSG), der 1944 der Aufstieg aus der Bezirksklasse in die Gauliga Westfalen gelang. Die KSG Ahlen absolvierte in der vorzeitig abgebrochenen Saison 1944/45 allerdings lediglich ein Gauligaspiel.
Sofort nach Kriegsende gab es die ersten Bemühungen, wieder einen geregelten Sportbetrieb zu schaffen.
Es war Ernst Bornemann, ein bekannter und erfolgreicher aktiver Sportler – Turner, Handballer und bis zur Fusion mit der Betriebs-Sportgemeinschaft der Zeche Westfalen technischer Leiter und Frauenturnwart von TuS Germania 13 Ahlen –, der die Initiative ergriff. Als Sport-Bearbeiter im Sportausschuss des Anti-Nazi-Komitees lud er mit Schreiben vom 18. Juli 1945 die bevollmächtigten Vertreter ehemaliger Sportvereine (sie durften nicht Mitglied der NSDAP, der SA oder der SS gewesen sein) ein, um mit ihnen über die Restrukturierung und Wiederbelebung des Ahlener Sports zu beraten. Die Vereinigung sollte die ehemaligen bürgerlichen, christlichen und sozialistischen Sportorganisationen zentral bündeln und dazu beitragen, die Leistungsfähigkeit von Spiel und Sport zu heben und die antinationalistischen Interessen des Sports zu wahren. Im Gegenzug sollte die Existenzberechtigung der angeschlossenen Vereine mit sofortiger Wirkung erlöschen. Diese Erklärung wurde von Vertretern sechs ehemaliger Vereine, darunter DJK Ahlen und Blau-Weiß Ahlen, unterschrieben.
Eine Vereinsgründung war damals nicht einfach, für die Gründung eines neuen Vereins wurde noch die Genehmigung der britischen Militärregierung benötigt. Die Genehmigung wurde mit Schreiben vom 9. August 1945 durch Major Moon erteilt und so wurde die Gründungsversammlung am 12. August 1945 im Hansahof abgehalten. Dieses Datum gilt als Gründungsdatum des Turn- und Sportvereins (TuS) Ahlen 45 e. V.
Das Gründungsprotokoll ist in den vorliegenden Unterlagen leider nicht mehr vorhanden.

### TuS Ahlen: Acht Ahlener Sportvereine schlossen sich zusammen

Altes Vereinswappen des TuS Ahlen

Die ehemaligen acht Sportvereine Ahlens haben sich zu einem Zentralverein „Turn- und Sportverein Ahlen e. V.“ zusammengeschlossen. Zum Vorsitzenden der Vereinigung wurde Ernst Bornemann einstimmig gewählt.
Das Großereignis dieser Zeit war das Spiel der Schalker „Knappen“ beim TuS Ahlen. Schalke 04 gewann am 14. Oktober 1945 auf der Westfalenkampfbahn in Bestbesetzung mit 7:2. In den folgenden Jahren spielte TuS Ahlen in den höchsten Amateurklassen Westfalens.
Die vereinseigene Sportplatzanlage der TuSler, die Glückaufkampfbahn, das heutige Wersestadion, wurde am 21. August 1949 eingeweiht.

### Die Krise 1992
Nach vielen Höhen und Tiefen in der Vereinsgeschichte schien 1992 mit dem drohenden Abstieg in die Kreisliga das Ende des Traditionsvereins TuS Ahlen gekommen. Helmut Spikker, gebürtiger Ahlener und Besitzer eines örtlichen Kosmetikkonzerns, übernahm den fast bankrotten Verein. Mit Joachim Krug wurde ein erfahrener Trainer verpflichtet, der den Verein vor dem Niedergang bewahren sollte. Mit einer beispiellosen Erfolgsserie gelang es dem Verein unter der neuen Führung, viermal in Folge aufzusteigen. TuS Ahlen beendete die Saison 1995/96 als Meister der Oberliga Westfalen und stieg in die Regionalliga West/Südwest auf.

### LR Ahlen (1996–2006)

Altes Vereinswappen des LR Ahlen

Mit dem Aufstieg in die Regionalliga wurden die beiden Ahlener Traditionsvereine TuS und Blau-Weiß Ahlen vereinigt. Am 1. Juni 1996 entstand aus dieser Fusion der LR Ahlen (Leichtathletik Rasensport Ahlen e. V.). Das Kürzel „LR“ war auch eine Anlehnung an ein Unternehmen des Mäzens Spikker, die LR International, die Hauptsponsor des Vereins wurde. Zudem war das Logo des Fußballvereins dem Logo der LR International nachempfunden. Gleichzeitig wurde aus diesem Anlass die alte Glückaufkampfbahn umgebaut und modernisiert; seit 1997 trägt sie den Namen Wersestadion.
In den folgenden vier Jahren spielte LR Ahlen recht erfolgreich in der Regionalliga. In der Saison 1999/2000 belegte die Mannschaft von Trainer Jupp Tenhagen den 2. Platz. In der Relegation sicherte sie sich mit einem 1:1 beim SC Pfullendorf und einem 2:1-Sieg gegen den 1. FC Union Berlin den Aufstieg in die 2. Bundesliga.
Der Auftakt der Saison 2000/01 geriet für LR Ahlen jedoch zum Fehlstart, in dessen Folge Trainer Tenhagen entlassen wurde. Unter der Führung seines Nachfolgers Peter Neururer startete die Mannschaft eine starke Aufholjagd und beendete die Saison auf Platz 6.
Anschließend kämpfte die Ahlener Elf jedoch vermehrt gegen den Abstieg. Nach einer weiteren guten Saison 2001/02, während derer Neururer durch Uwe Rapolder ersetzt wurde, begann der Niedergang des LR Ahlen. In den folgenden drei Jahren schaffte die Mannschaft in einem Kraftakt jeweils erst am letzten Spieltag den Klassenerhalt. Beispiellos ist auch die Trainer-Statistik des LR Ahlen in diesen Jahren. Von 2002 bis 2006 wurde der Trainerstuhl sieben Mal neu besetzt: Uwe Fuchs, Werner Lorant, Stefan Kuntz, Ingo Peter, František Straka, Paul Linz und Bernard Dietz hießen die Trainer in chronologischer Reihenfolge. Strakas Nachfolger Paul Linz konnte das geforderte Ziel Klassenerhalt dann nicht erfüllen. Am 32. Spieltag der Saison 2005/06 stand LR Ahlen nach einer 1:2-Niederlage gegen die SpVgg Greuther Fürth schließlich als Absteiger aus der 2. Bundesliga fest; seit dem 2. Spieltag hatte die Mannschaft einen Abstiegsplatz belegt.
Einer der sportlichen Höhepunkte in den sechs Jahren 2. Bundesliga war der 22. Mai 2005, als LR Ahlen auf einem Abstiegsplatz stehend am letzten Spieltag beim TSV 1860 München, der noch Aufstiegschancen hatte, antreten musste. Die Mannschaft gewann im Grünwalder Stadion mit 4:3 und sicherte sich damit den Klassenerhalt.

### Rot Weiss Ahlen (seit 2006)

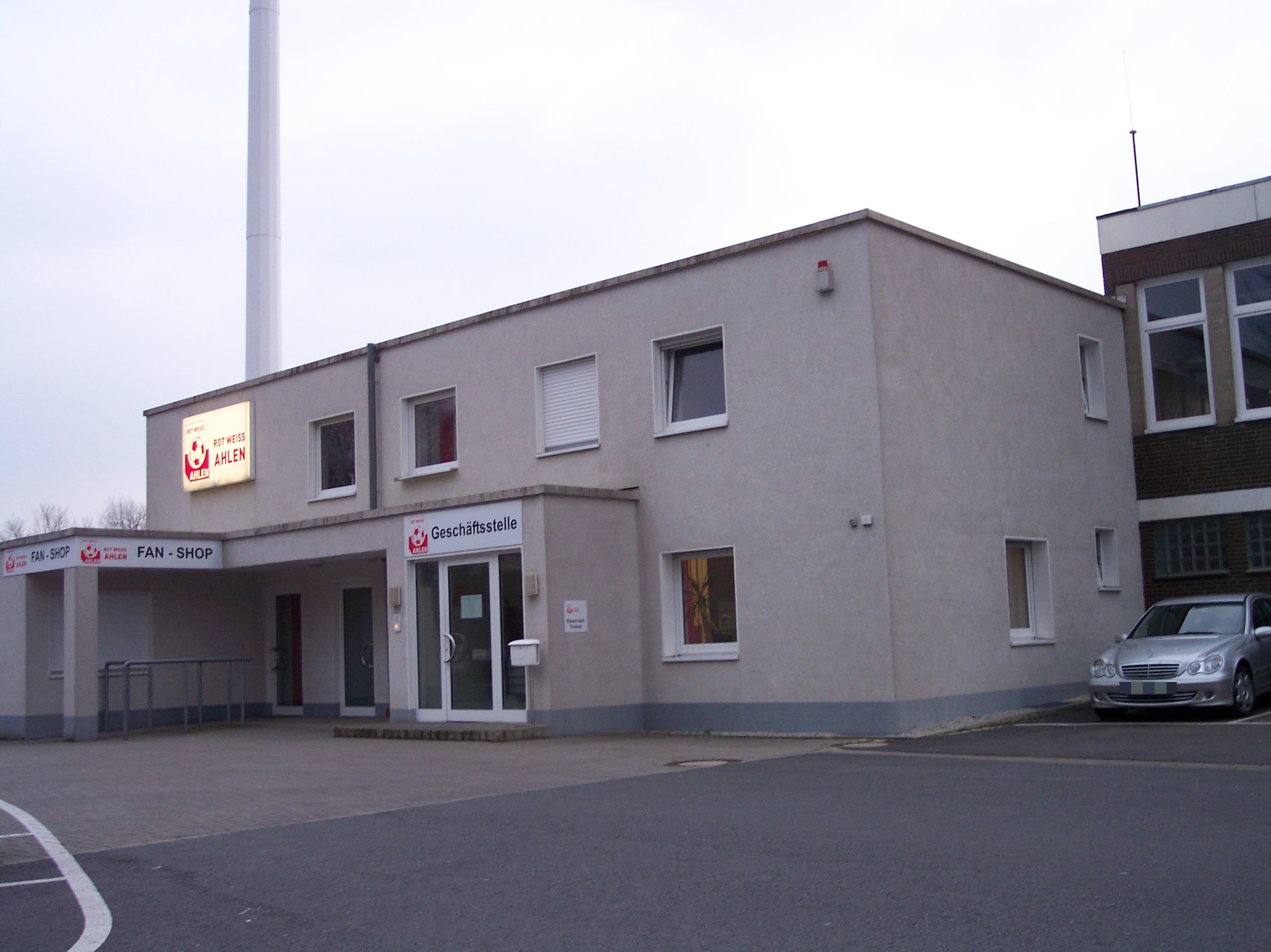
Geschäftsstelle von Rot Weiss Ahlen am Wersestadion

#### Regionalliga
Als Konsequenz aus dem sportlichen Debakel der Saison 2005/06 erklärte Präsident Helmut Spikker am 9. Mai 2006 seinen Rücktritt. Er trat, entgegen seiner vorherigen Ankündigung, auch nicht zur Wahl des Aufsichtsrats an. Die Firma LR International (jetzt LR Health & Beauty Systems), die Helmut Spikker schon Ende 2004 an den Finanzinvestor Apax verkauft hatte, zog sich als Hauptsponsor ebenfalls zurück, weshalb der Verein nicht mehr den Namen LR tragen durfte. Am 12. Mai verließ dann noch Trainer Paul Linz den Verein, da er keine Perspektive für den direkten Wiederaufstieg sah.
Der erste Schritt zum Neuanfang wurde am 15. Mai mit der Verpflichtung von Bernard Dietz als Trainer vollzogen. Der ehemalige Trainer der Amateure des MSV Duisburg erhielt zunächst einen Zweijahresvertrag. Auf einer außerordentlichen Mitgliederversammlung am 31. Mai wurde zudem die Satzung geändert und der Verein zum 1. Juli in Rot Weiss Ahlen umbenannt. Bei den Wahlen zum neuen Aufsichtsrat am 29. Juni wurde Heinz-Jürgen Gosda zum Vorstandsvorsitzenden und damit zum Präsidenten des Vereins gewählt.
Nach schlechtem Start in die neue Regionalligasaison, bei dem die Mannschaft in 13 Spielen nur 14 Punkte erzielte, erklärte Dietz am 29. Oktober 2006 nach einer 0:3-Niederlage gegen Kickers Emden seinen Rücktritt. Seine Nachfolge trat tags darauf der bisherige Co-Trainer Heiko Bonan an.
Am 27. November 2006 gab die Vereinsführung durch Altlasten entstandene Schulden in Höhe von 833.000 Euro bekannt. Um die Kosten des laufenden Betriebs zu senken, wurden Sparmaßnahmen beschlossen. Die Regionalligamannschaft blieb davon vorerst unberührt und auch die zwischenzeitliche Abmeldung der Oberligamannschaft (RW Ahlen II) und zweier Jugendmannschaften (B2 und C2) vom Spielbetrieb wurde wieder zurückgenommen, nachdem einige Sponsoren finanzielle Unterstützung zugesagt hatten. Der Landrat lehnte ein Ersuchen um Übernahme einer Bürgschaft durch die Stadt Ahlen ab. Schließlich halfen eine Nachzahlung der Deutschen Fußball Liga über 241.000 Euro im Dezember aus den Bundesligaspielzeiten 2001 bis 2004 sowie der anteilige Gewinn aus der Fußball-Weltmeisterschaft 2006 in Höhe von 629.000 Euro im Juni und der Verkauf von sogenannten Freundschaftsbausteinen, die Finanzkrise zu überwinden.
Die Regionalligasaison 2006/07 schloss der Verein auf Platz 13 ab. Bonan verließ den Verein zum Saisonende und wechselte zu Rot-Weiss Essen. Seine Nachfolge wurde vereinsintern geregelt. Bonans ehemaliger Co-Trainer Christian Wück wurde zum Cheftrainer befördert, er trat den Posten am 1. Juli an.
Nach durchwachsenem Start in die Saison 2007/08 steigerte sich die Mannschaft im Verlauf der Rückrunde und blieb vom 21. bis zum 36. Spieltag ungeschlagen. Ab dem 30. Spieltag stand sie auf Platz 1. Bereits am 35. Spieltag qualifizierte sich RW Ahlen als erste Mannschaft der Regionalliga Nord vorzeitig für die neue eingleisige 3. Liga. Dort schaffte man mit Trainer Wück in dessen erster Saison als Cheftrainer durch einen 1:0-Auswärtssieg am 36. Spieltag beim VfL Wolfsburg II und einem 3:1-Auswärtssieg am letzten Spieltag beim SV Babelsberg 03 als Meister der Liga den Wiederaufstieg in die 2. Bundesliga.

#### Zurück in der 2. Liga
In der Saison 2008/09 rutschte RW Ahlen nach gutem Beginn ins Mittelfeld ab. Am 3. März 2009 wurde Christian Wück beurlaubt und durch seinen ehemaligen Co-Trainer Bernd Heemsoth ersetzt. Wücks Entlassung wurde neben den sportlichen Problemen auch mit der durch seine Fortbildung an der Deutschen Sporthochschule Köln bedingten Abwesenheit vom Mannschaftstraining begründet. Am 9. April 2009 wurde Stefan Emmerling als neuer Cheftrainer für die Saison 2009/10 vorgestellt. Er begann seine Tätigkeit dann vorzeitig am 16. April 2009, um den Klassenerhalt zu sichern. Dies gelang der Mannschaft bereits am 33. Spieltag durch ein 2:2-Unentschieden beim VfL Osnabrück.
Nach nur einem Punkt aus den ersten sechs Spielen der Saison 2009/10 wurden Emmerling, Co-Trainer Heemsoth und der sportliche Leiter Stefan Grädler entlassen. Am 20. September 2009 wurde der bisherige Jugendtrainer Andreas Zimmermann zunächst als neuer Cheftrainer vorgestellt. Nach vier Spielen unter seiner Verantwortung wurde dieser (er verfügte nicht über die nötige Trainerlizenz) am 14. Oktober 2009 durch Christian Hock ersetzt. Zimmermann übernahm die Aufgaben des Co-Trainers. Nach einer 0:1-Heimniederlage gegen Alemannia Aachen am 31. Spieltag stand Ahlen vorzeitig als erster Absteiger aus der Zweiten Liga fest.

#### Abstieg und Insolvenz
Am 5. Mai 2010 wurde Arie van Lent als neuer Trainer für die Saison 2010/11 vorgestellt. Als Co-Trainer stand ihm der ehemalige Mittelfeldspieler Daniel Thioune zur Seite, der seine Spielerkarriere 2010 aufgrund diverser Verletzungen beendet hatte. Am 26. Juli 2010 trat Präsident Heinz-Jürgen Gosda aus gesundheitlichen Gründen zurück.
Am 14. Oktober 2010 stellte die Vereinsführung wegen drohender Zahlungsunfähigkeit beim Amtsgericht Münster einen Antrag auf Eröffnung des Insolvenzverfahrens. Rechtsanwalt Michael Mönig aus Münster wurde als Insolvenzverwalter eingesetzt. Dieser sicherte dem Verein mit Hilfe des neuen Großsponsors Peter Evers (ehemals Präsident des SC Paderborn 07) die Zahlungsfähigkeit bis zum Saisonende. Trotz des im April 2011 verfügten Abzugs von drei Punkten aufgrund von Verstößen im Zusammenhang mit dem wirtschaftlichen Zulassungsverfahren für die 3. Liga gelang der Mannschaft der Klassenerhalt. Zum Saisonende wurde bekannt, dass Trainer Lent den Verein verlässt und zu Kickers Offenbach wechselt.
Am 24. Mai 2011 eröffnete das Amtsgericht offiziell das Insolvenzverfahren, was automatisch den Zwangsabstieg zur Folge hatte, da die Mannschaft auf den letzten Platz der 3. Liga gesetzt wurde. Wegen der wirtschaftlichen Probleme trat am 26. Mai 2011 der gesamte Vorstand samt Aufsichtsrat zurück. Noch am selben Abend wurde mit Dirk Neuhaus ein neuer Präsident gewählt. Am 3. Juni 2011 wurde bekannt, dass der Verein die Frist für eine mögliche Regionalligateilnahme hatte verstreichen lassen und einen Start in der NRW-Liga anvisierte. Am 13. Juli 2011 stimmten alle Gläubiger einer Planinsolvenz und damit der Sanierung des Vereins zu. Zwei Tage später erhielt Rot Weiss Ahlen die Lizenz für die fünftklassige NRW-Liga in der Saison 2011/12.

#### NRW-Liga, Oberliga und Regionalliga
Mit Thomas Berndsen, Fußball-Leiter des Fußball- und Leichtathletik-Verbandes Westfalen (FLVW), wurde am 7. Juni 2011 ein neuer Trainer verpflichtet; Co-Trainer wurde Björn Lerbs. Beide unterschrieben einen Vertrag für ein Jahr plus Option und blieben weiterhin für den FLVW tätig. Am 30. Juli 2011 startete RW Ahlen mit dem DFB-Pokalspiel gegen den SC Paderborn 07 in die Saison. Es wurde die höchste Niederlage der Vereinsgeschichte, das Spiel endete mit 10:0 für Paderborn. Nach 13 Niederlagen in Serie wurde Berndsen am 15. November 2011 beurlaubt. Sein Nachfolger wurde am 21. November der einstige Erfolgstrainer und Sportliche Leiter Joachim Krug. Unter seiner Leitung gelang nach zwei torlosen Unentschieden am 11. Dezember 2011 der erste Sieg in der NRW-Liga.
Das Wersestadion wurde am 20. Oktober 2011 im Sinne eines Heimfalls als Entschädigung an die Stadt Ahlen zurückgegeben (Grundlage war eine Entschädigung von geschätzten 400.000 € im Insolvenzplan). Damit ist Rot Weiss Ahlen nur noch Gast im ehemals eigenen Stadion.
In der NRW-Liga belegten die Ahlener 2011/12 den 17. und damit vorletzten Tabellenplatz. Aufgrund der Auflösung dieser Spielklasse zum Saisonende blieben die Westfalen jedoch fünftklassig. Sie traten mit Beginn der Saison 2012/13 in der wieder eingeführten Oberliga Westfalen an, die sie auf Platz 9 beendeten.
In der Saison 2014/15 gelang Rot Weiss Ahlen mit Marco Antwerpen als Trainer als Tabellenzweiter der Aufstieg in die Regionalliga West. In der Saison 2016/17 stiegen die Ahlener wieder ab. Durch Platz 2 nach der Quotientenregelung in der wegen der COVID-19-Pandemie in Deutschland abgebrochenen Oberliga-Saison 2019/20 war Rot Weiss Ahlen ab der Saison 2020/21 erneut der Regionalliga West zugehörig und sicherte als Tabellen-18. von 21 Mannschaften den Klassenerhalt. In der Saison 2021/22 erreichte er Platz 10 von 20 Mannschaft und platzierte sich damit im Tabellenmittelfeld. In der Saison 2022/23 wurde der Abstieg als Tabellen-16. von 18 Mannschaften knapp abgewendet. In der Saison 2023/24 stieg Rot Weiss Ahlen als Tabellenletzter ab, sodass er in der Saison 2024/25 in der Oberliga Westfalen spielt.

## Bekannte ehemalige Spieler
| - Henryk Bałuszyński - Henrich Benčík - Pascal Borel - Ansgar Brinkmann - Reinhold Daschner - Gledson - Marcus Feinbier - Daniel Felgenhauer - Stefan Fengler - Kevin Großkreutz - Matthias Hamann - Marcel Höttecke | - Vladimir Jugović - Radosław Kałużny - Marcel Ketelaer - Antun Labak - Jens Langeneke - Dirk Langerbein - Ronald Maul - Bernd Meier - Babacar N’Diaye - Deniz Naki - Nico Patschinski | - Marcel Rath - Marco Reus - Dirk Schuster - Harald Spörl - Domi Kumbela - Alexander Thamm - Daniel Thioune - Lars Toborg - Rudi Vata - Jan Velkoborský |

(berücksichtigt werden nur Spieler mit mindestens einem Einsatz in Bundesliga oder Champions League sowie verdiente Spieler)

## Trainer
| Name                        | von                | bis                |
| --------------------------- | ------------------ | ------------------ |
| Joachim Krug                | 1992               | 30. Juni 1996      |
| Wolfgang Sandhowe           | 1. Juli 1996       | 18. August 1997    |
| Klaus Berge                 | 19. August 1997    | 13. Oktober 1998   |
| Franz-Josef (Jupp) Tenhagen | 14. Oktober 1998   | 11. September 2000 |
| Peter Neururer              | 20. September 2000 | 27. November 2001  |
| Uwe Rapolder                | 30. November 2001  | 24. November 2002  |
| Uwe Fuchs (Interimslösung)  | 25. November 2002  | 2. Januar 2003     |
| Werner Lorant               | 3. Januar 2003     | 25. Mai 2003       |
| Stefan Kuntz                | 3. August 2003     | 14. November 2003  |
| Ingo Peter                  | 24. November 2003  | 1. März 2005       |
| František Straka            | 7. März 2005       | 25. Oktober 2005   |
| Paul Linz                   | 26. Oktober 2005   | 14. Mai 2006       |
| Bernard Dietz               | 15. Mai 2006       | 29. Oktober 2006   |
| Heiko Bonan                 | 30. Oktober 2006   | 30. Juni 2007      |
| Christian Wück              | 1. Juli 2007       | 3. März 2009       |
| Bernd Heemsoth (interim)    | 4. März 2009       | 15. April 2009     |
| Stefan Emmerling            | 16. April 2009     | 20. September 2009 |
| Andreas Zimmermann          | 20. September 2009 | 14. Oktober 2009   |
| Christian Hock              | 15. Oktober 2009   | 30. Juni 2010      |
| Arie van Lent               | 1. Juli 2010       | 30. Juni 2011      |
| Thomas Berndsen             | 1. Juli 2011       | 15. November 2011  |
| Joachim Krug                | 21. November 2011  | 2. April 2012      |
| Peter Feldkötter            | 5. April 2012      | 30. Juni 2012      |
| Marco Antwerpen             | 1. Juli 2012       | 30. Juni 2013      |
| Carlos Castilla             | 1. Juli 2013       | 14. April 2014     |
| Marco Antwerpen             | 14. April 2014     | 18. Mai 2016       |
| Mircea Onisemiuc            | 1. Juli 2016       | 17. Oktober 2016   |
| Erhan Albayrak              | 26. Oktober 2016   | 16. Dezember 2017  |
| Michael Schrank             | 4. Januar 2018     | 13. September 2018 |
| Christian Britscho          | 10. Oktober 2018   | 30. Juni 2020      |
| Björn Mehnert               | 1. Juli 2020       | 20. November 2020  |
| Andreas Zimmermann          | 20. November 2020  | 29. November 2022  |
| Andreas Golombek            | 1. Dezember 2022   | 6. März 2023       |
| Markus Kaya                 | 7. März 2023       | 13. Mai 2023       |
| Daniel Berlinski            | 1. Juli 2023       | 18. September 2023 |
| Orhan Özkara (interim)      | 18. September 2023 | 23. Oktober 2023   |
| Björn Joppe                 | 24. Oktober 2023   |                    |

## Vereinserfolge
- Meister der Bezirksliga Westfalen, Staffel 9 (1992/93)
- Meister der Landesliga Westfalen, Staffel 5 (1993/94)
- Meister der Verbandsliga Westfalen, Gruppe Nordost (1994/95)
- Meister der Oberliga Westfalen (1995/96)
- Vizemeister der Regionalliga West (1999/00)
- Meister der Regionalliga Nord (2007/08)
- Achtelfinale DFB-Pokal 2002/03 sowie 2004/05
- Westfalenpokalsieger 1998
- Westfalenpokalfinalist 2006/07, 2010/11 sowie 2015/16
- Kreispokalsieger 2012/13 sowie 2014/15

### Platzierungen seit 1993
| Saison  | Liga                             | Platz | Tore  | Punkte | Bemerkungen                                                                                    |
| ------- | -------------------------------- | ----- | ----- | ------ | ---------------------------------------------------------------------------------------------- |
| 1992/93 | Bezirksliga Westfalen, Staffel 9 | 01.   | 126:6 | ?      | als TuS Ahlen                                                                                  |
| 1993/94 | Landesliga Westfalen, Staffel 5  | 01.   | 89:26 | 53:7   | als TuS Ahlen                                                                                  |
| 1994/95 | Verbandsliga Westfalen, Gruppe 1 | 01.   | 83:11 | 52:8   | als TuS Ahlen                                                                                  |
| 1995/96 | Oberliga Westfalen               | 01.   | 58:21 | 57     | als TuS Ahlen                                                                                  |
| 1996/97 | Regionalliga West/Südwest        | 04.   | 61:38 | 57     | ab Juni 1996 LR Ahlen                                                                          |
| 1997/98 | Regionalliga West/Südwest        | 06.   | 62:52 | 51     |                                                                                                |
| 1998/99 | Regionalliga West/Südwest        | 06.   | 55:41 | 53     |                                                                                                |
| 1999/00 | Regionalliga West/Südwest        | 02.   | 82:32 | 71     | Aufstieg über eine Relegation: SC Pfullendorf – LR Ahlen 1:1 LR Ahlen – 1. FC Union Berlin 2:1 |
| 2000/01 | 2. Bundesliga                    | 06.   | 61:53 | 54     |                                                                                                |
| 2001/02 | 2. Bundesliga                    | 08.   | 60:70 | 48     |                                                                                                |
| 2002/03 | 2. Bundesliga                    | 12.   | 48:60 | 40     |                                                                                                |
| 2003/04 | 2. Bundesliga                    | 12.   | 36:45 | 44     |                                                                                                |
| 2004/05 | 2. Bundesliga                    | 13.   | 43:49 | 39     |                                                                                                |
| 2005/06 | 2. Bundesliga                    | 17.   | 36:50 | 35     |                                                                                                |
| 2006/07 | Regionalliga Nord                | 13.   | 48:52 | 48     | seit Juni 2006 Rot Weiss Ahlen                                                                 |
| 2007/08 | Regionalliga Nord                | 01.   | 73:41 | 67     |                                                                                                |
| 2008/09 | 2. Bundesliga                    | 10.   | 38:57 | 41     |                                                                                                |
| 2009/10 | 2. Bundesliga                    | 18.   | 19:55 | 22     |                                                                                                |
| 2010/11 | 3. Liga                          | 20.   | 45:69 | 39     | Zwangsabstieg nach Insolvenzverfahren                                                          |
| 2011/12 | NRW-Liga                         | 17.   | 28:90 | 18     |                                                                                                |
| 2012/13 | Oberliga Westfalen               | 09.   | 51:62 | 46     |                                                                                                |
| 2013/14 | Oberliga Westfalen               | 09.   | 54:62 | 48     |                                                                                                |
| 2014/15 | Oberliga Westfalen               | 02.   | 72:39 | 70     |                                                                                                |
| 2015/16 | Regionalliga West                | 13.   | 56:60 | 46     |                                                                                                |
| 2016/17 | Regionalliga West                | 15.   | 43:66 | 32     |                                                                                                |
| 2017/18 | Oberliga Westfalen               | 14.   | 41:58 | 29     |                                                                                                |
| 2018/19 | Oberliga Westfalen               | 09.   | 61:62 | 44     |                                                                                                |
| 2019/20 | Oberliga Westfalen               | 03.   | 30:17 | 36     | Aufstieg nach Quotientenregelung                                                               |
| 2020/21 | Regionalliga West                | 18.   | 50:69 | 38     |                                                                                                |
| 2021/22 | Regionalliga West                | 10.   | 50:67 | 47     |                                                                                                |
| 2022/23 | Regionalliga West                | 16.   | 53:82 | 29     |                                                                                                |
| 2023/24 | Regionalliga West                | 18.   | 37:79 | 25     |                                                                                                |
| 2024/25 | Oberliga Westfalen               | 13.   | 56:69 | 42     |                                                                                                |

| Legende                 | Legende | Legende | Legende | Legende | Legende | Legende | Legende | Legende |
| ----------------------- | ------- | ------- | ------- | ------- | ------- | ------- | ------- | ------- |
| Aufstieg zum Saisonende |         |         |         |         |         |         |         |         |
| Abstieg zum Saisonende  |         |         |         |         |         |         |         |         |